# Meximalva
Meximalva es un género con tres especies de fanerógamas perteneciente a la familia  Malvaceae.

## Especies
- Meximalva filipes
- Meximalva retusa
- Meximalva venusta